# Tribunal da Relação de Luanda
O Tribunal da Relação de Luanda (TRL) é um órgão de segunda instância do judiciário da República de Angola, com sede em Luanda e jurisdição sobre as províncias de Luanda, Bengo e Cuanza Norte.
Mais antiga instância jurídica de Angola, criada a 30 de dezembro de 1852, com regimentos administrativos aprovados a 1 de dezembro de 1866, funcionou como única entidade do poder judiciário nas matérias comuns durante a era colonial e nas matérias comuns, administrativas e constitucionais durante a República Popular de Angola, até a conversão de seu aparato e pessoal em Tribunal Supremo de Angola em 1988. O Tribunal da Relação de Luanda foi reestabelecido, como segunda instância do sistema judiciário angolano, em 11 de novembro de 2021.
Foi neste tribunal, em 1976, que primeira mulher ascendeu à carreira como jurista em Angola, sendo Maria do Carmo Medina.